# Вила-Нова-да-Баркинья (район)
Вила-Нова-да-Баркинья (порт. Vila Nova da Barquinha) — населённый пункт и район в Португалии, входит в округ Сантарен. Является составной частью муниципалитета Вила-Нова-да-Баркинья. По старому административному делению входил в провинцию Рибатежу. Входит в экономико-статистический субрегион Медиу-Тежу, который входит в Центральный регион. Население составляет 1426 человек на 2001 год. Занимает площадь 5,64 км².